# Concert at Sea 2011
Concert at Sea 2011 was de zesde editie van het jaarlijkse popfestival Concert at Sea. Deze zesde editie vond plaats op vrijdag 17 juni. Er was een tweede dag gepland op zaterdag 18 juni 2011, maar de volledige zaterdag werd afgelast vanwege slecht weer.

## Geschiedenis
Op 30 november 2010 werd bekend dat Anouk te zien zou zijn op Concert at Sea. Zij zou de vrijdag afsluiten en BLØF de zaterdag. De kaartverkoop startte op 2 december. Oorspronkelijk waren er alleen weekendkaarten beschikbaar. Vanwege een verhoging van het BTW-tarief, waren deze bij aankoop in 2010 50 euro, en bij aankoop in 2011 56,50 euro.
Op 7 januari 2011 maakte BLØF tijdens The voice of Holland bekend dat Ilse DeLange te zien zal zijn. Vanaf 3 februari waren er alsnog dagkaarten beschikbaar, deze kostten 30 euro per stuk. Op 17 februari werden de rest van de namen bekendgemaakt. De kaarten voor zaterdag waren eind april uitverkocht, de weekendkaarten en de kaarten voor vrijdag waren op 7 juni uitverkocht.
Een nieuw programmaonderdeel was Cøver At Sea, hierin speelt BLØF covers van bekende nummers. Mensen konden via de website van 3fm stemmen op welke nummers ze uit een door BLØF geselecteerde lijst ze wilden horen.
Uit de drie bands die dit jaar meededen aan het bandcoachingproject Pop Aan Zee, werd er gekozen voor Volt Violin. 
Op 15 juni werd bekend dat Jah6 heeft afgezegd vanwege stemproblemen van de zanger. In plaats daarvan komen Splendid en de DJ's van Dansen Aan Zee.
Op zaterdag 18 juni werd er door burgemeester Gerard Rabelink besloten dat het niet veilig was om Concert at Sea door te laten gaan, de harde wind was te gevaarlijk. Ook was het podium de afgelopen nacht gedeeltelijk afgebouwd vanwege de wind, en was er niet genoeg tijd om het podium weer op te bouwen. Bezoekers krijgen hun geld terug. Bezoekers konden kiezen voor hun geld terug op hun rekening, of als tegoedbon voor de volgende editie, met als bonus digitaal het live-album "RECØVER AT SEA", met de hoogtepunten van Cøver At Sea.

## Programma
De volgende artiesten stonden op de zesde editie van Concert at Sea:

### Vrijdag

#### Zeeland podium
- 17:15-18:00 Cøver At Sea: BLØF, Jaap Kwakman en Jan Dulles (3JS), Bart van der Weide (Racoon), Joost Marsman en Paul de Munnik
- 19:00-19:30 DI-RECT
- 20:45-21:45 Racoon
- 22:30-00:00 Anouk

#### Perfect Sky
- 16:15-17:15 Dansen Aan Zee
- 18:15-19:00 Valerius
- 20:00-20:45 Handsome Poets
- 21:45-22:30 Memphis Maniacs

### zaterdag (afgelast)

#### Zeelandpodium
- 13:45-14:45 Go Back to the Zoo
- 15:30-16:30 Ilse DeLange
- 17:15-18:15 Jacqueline Govaert
- 19:00-20:00 De Dijk
- 20:45-21:45 The Baseballs
- 22:30-00:00 BLØF

#### Perfect Sky
- 14:45-15:30 Pop Aan Zee Talent: Volt Violin
- 16:30-17:15 Splendid
- 18:15-19:00 Dansen Aan Zee: DJ El Salvo & Super de Boer
- 20:00-21:00 & 21:45-22:30 & 00:00-01:00 Wipneus & Pim

Ook dit jaar werd het weer gepresenteerd door Joep van Deudekom, Viggo Waas en Peter Heerschop.
2006 · 2007 · 2008 · 2009 · 2010 · 2011 · 2012 · 2013 · 2014 · 2015 · 2016 · 2017 · 2018 · 2019 · 2020 · 2022 · 2023 · 2024 · 2025